# Jean Duvet
Jean Duvet, född 1485, död efter 1562, var en fransk kopparstickare.
Duvet var på sin tid mycket ansedd som guldsmed. På Frans I:s initiativ kom han även som den förste i Frankrike att ägna sig åt kopparsticket. Duvet kom i bland att kallas Maître à la licorne efter fem av honom stuckna blad med legenden om enhörningen, till förhärligande av Henrik II:s kärlek till Diane av Poitiers.